# Oscar Solberg
Oscar Solberg, (Noruega; 9 de abril de 1996) es un piloto de rally noruego que actualmente compite en el Campeonato de Europa de Rally con un Ford Fiesta Rally3. 
Solberg proviene de una gran familia de pilotos: su padre, Henning Solberg piloto en el Campeonato del Mundo de Rally entre 1998 y 2014, logrando 6 podios y su hermano Pontus Tidemand, fue campeón del JWRC en 2013 y del WRC-2 en 2017. Además de su padre y hermano, su tío también fue piloto de rally, Petter Solberg fue campeón del mundo de rally en 2003 y de rallycross en 2014 y 2015, y su primo Oliver también es piloto y se desempeña como piloto del Hyundai World Rally Team.

## Trayectoria
Oscar Solberg hizo su debut en el Campeonato del Mundo de Rally en el Rally de Suecia de 2016 manejando un Subaru Impreza STi N14, en su primera participación en una prueba mundialista terminó en la trigésimo séptima posición. En esta temporada además disputó la Drive DMACK Cup, una copa creada por la compañía británica de neumáticos DMACK, compitiendo con pilotos como Max Vatanen, Gus Greensmith, Bernardo Sousa y Nicolas Ciamin entre otros. A pesar de no haberse subido al podio hizo un buen papel al terminar 4 de las 5 rondas en los puntos, logrando su mejor resultado en el Rally de Finlandia en donde terminó cuarto.
En 2017 disputó el Rally de Suecia junto a su padre Henning. En el duelo familiar, Oscar se impuzo a su padre Henning, terminó el rally en la 28.º posición, mientras que su padre terminó en la 31.º posición. 
Enrre 2017 y 2019, Oscar Solberg disputó el Campeonato Británico de Rally y Campeonato Noruego de Rally.
En 2020, Solberg disputó la primera fecha del Campeonato Mundial de Rally Junior en Suecia. Terminó la prueba en la deccimó tercera posición en el JWRC y en la cuadragésimo primera posición de la general. 
En 2021 debutó en el Campeonato de Europa de Rally gracias a su primo Oliver: en 2020 Oliver ganó el ERC1 Junior, ganando una beca de 100.000 euros en forma de un programa en el ERC Junior para 2021 pero al ser contratado por el Hyundai World Rally Team no iba a poder usufructuarla por esa razón él y su padre Petter le pidieron a los organizadores del campeonato trasladar esa beca a su primo Oscar, cosa que los organizadores accedieron y por esa razón disputa el ERC.

## Resultados

### Campeonato Mundial de Rally
| Año  | Equipo        | Automóvil              | 1   | 2      | 3   | 4   | 5      | 6   | 7      | 8      | 9      | 10    | 11  | 12      | 13  | 14  | Pos. | Puntos |
| ---- | ------------- | ---------------------- | --- | ------ | --- | --- | ------ | --- | ------ | ------ | ------ | ----- | --- | ------- | --- | --- | ---- | ------ |
| 2016 | Oscar Solberg | Subaru Impreza STi N14 |     | SWE 37 |     |     |        |     |        |        |        |       |     |         |     |     | NC   | 0      |
| 2016 | Oscar Solberg | Ford Fiesta R2T        | MON |        | MEX | ARG | POR 55 | ITA | POL 41 | FIN 41 | GER 49 | CHN C | FRA | ESP Ret | GBR | AUS | NC   | 0      |
| 2017 | Oscar Solberg | Ford Fiesta R2T        | MON | SWE 28 | MEX | FRA | ARG    | POR | ITA    | POL    | FIN    | GER   | ESP | GBR     | AUS |     | NC   | 0      |
| 2020 | PS 110% AB    | Ford Fiesta R2T19      | MON | SWE 41 | MEX | EST | TUR    | ITA | MNZ    |        |        |       |     |         |     |     | NC   | 0      |

### Drive DMACK Cup
| Año  | Equipo        | Automóvil       | 1     | 2     | 3     | 4     | 5       | Pos. | Puntos |
| ---- | ------------- | --------------- | ----- | ----- | ----- | ----- | ------- | ---- | ------ |
| 2016 | Oscar Solberg | Ford Fiesta R2T | POR 7 | POL 7 | FIN 4 | GER 5 | ESP Ret | 8.º  | 34     |

### JWRC
| Año  | Equipo     | Automóvil         | 1      | 2   | 3   | 4   | Pos. | Puntos |
| ---- | ---------- | ----------------- | ------ | --- | --- | --- | ---- | ------ |
| 2020 | PS 110% AB | Ford Fiesta R2T19 | SWE 13 | EST | ITA | MNZ | NC   | 0      |

### ERC
| Año  | Equipo        | Automóvil          | 1   | 2      | 3       | 4      | 5   | 6   | 7   | 8   | Pos. | Puntos |
| ---- | ------------- | ------------------ | --- | ------ | ------- | ------ | --- | --- | --- | --- | ---- | ------ |
| 2021 | Oscar Solberg | Ford Fiesta Rally3 | POL | LAT 22 | ITA Ret | CZE 99 | AZO | FAF | HUN | ESP | NC   | 0      |

### ERC Junior
| Año  | Equipo        | Automóvil          | 1   | 2     | 3       | 4     | 5   | 6   | Pos. | Puntos |
| ---- | ------------- | ------------------ | --- | ----- | ------- | ----- | --- | --- | ---- | ------ |
| 2021 | Oscar Solberg | Ford Fiesta Rally3 | POL | LAT 2 | ITA Ret | CZE 2 | HUN | ESP | 2.º  | 60     |